# یواس‌اس پترسون (دی‌ئی-۱۵۲)
یواس‌اس پترسون (دی‌ئی-۱۵۲) (به انگلیسی: USS Peterson (DE-152)) یک کشتی بود که طول آن ۳۰۶ فوت (۹۳ متر) بود. این کشتی در سال ۱۹۴۳ ساخته شد.